# Paggio d'Onore

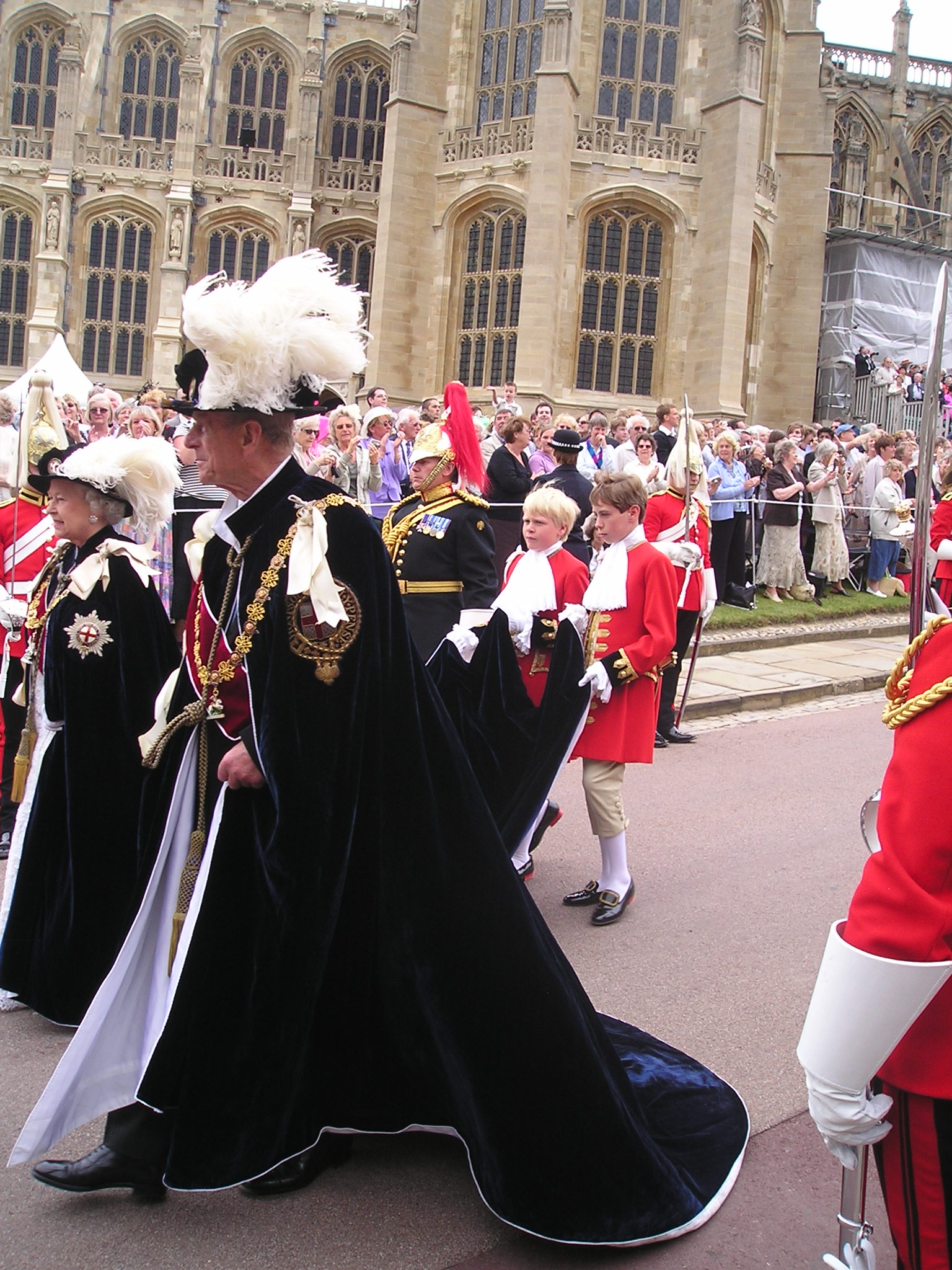
Paggio d'onore della regina Elisabetta II durante la processione alla Cappella di San Giorgio, Castello di Windsor, per il servizio annuale dell'Ordine della Giarrettiera, 2006.

Mentre la parola paggio viene oggi comparata nel senso comune al grado di servo, il grado di Paggio d'Onore è una prestigiosa posizione cerimoniale di corte della corona britannica. Esso è presente nelle occasioni di stato, ma non è coinvolto negli impegni quotidiani del monarca. L'unica attività fisica consiste nel portare il mantello del monarca.
I paggi d'onore sono presenti alle incoronazioni, all'apertura annuale del parlamento britannico e ad altre cerimonie di stato.

## Lista di paggi d'Onore

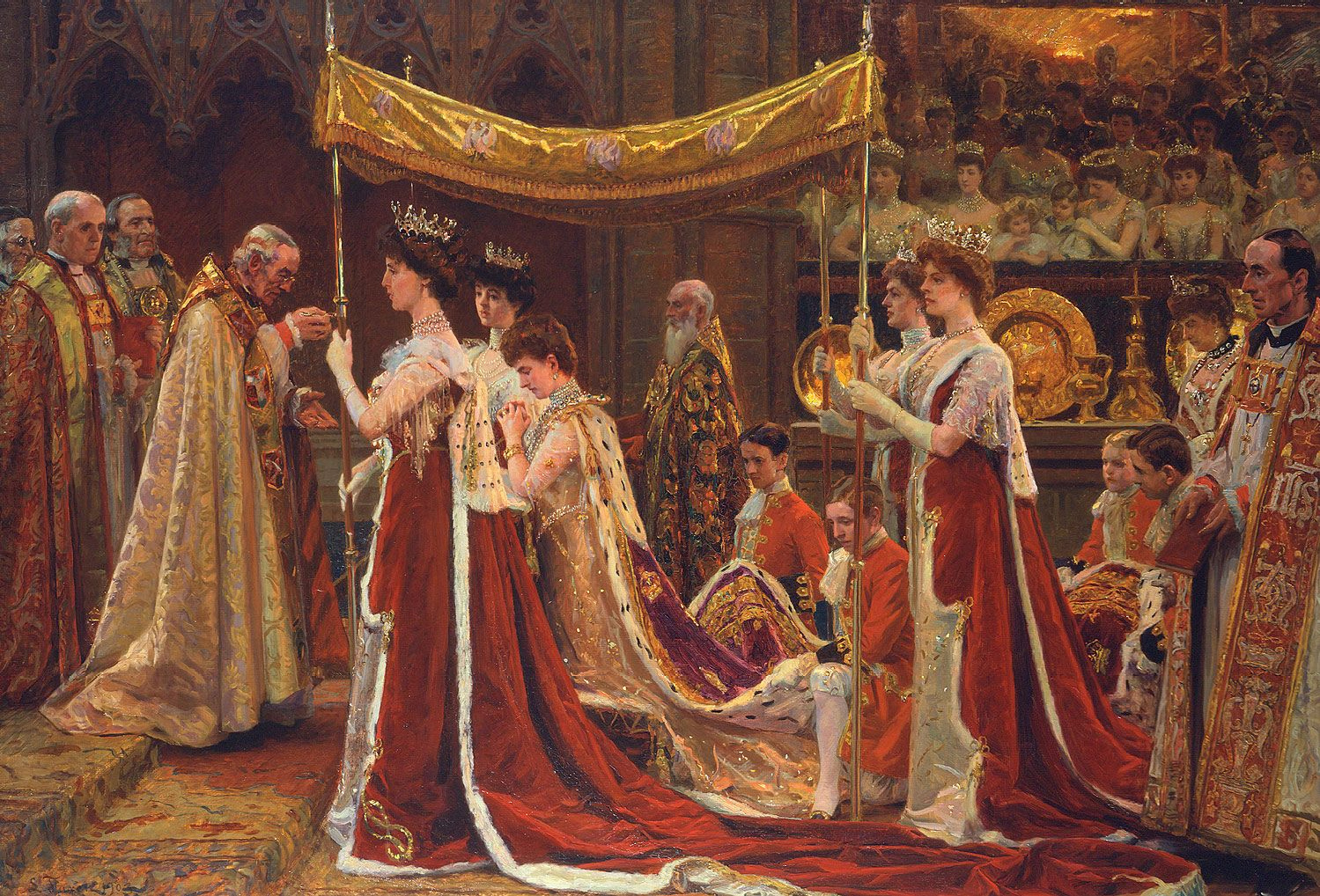
Paggi d'onore che trasportano il mantello della regina Alessandra durante la sua unzione all'incoronazione di Edoardo VII, raffigurata in un dipinto di Laurits Tuxen.

### Carlo II
- 1661-1662: Bevil Skelton
- 1661-1669: John Napier
- 1662-1668: Sidney Godolphin
- 1664-1665: Rupert Dillon
- 1665-?: Thomas Felton
- 1668-1678: John Berkeley
- 1668-1676: William Legge
- 1670: Charles Wyndham
- 1671-1685: Robert Killigrew
- 1671-1685: Aubrey Porter
- 1673-1678: John Prideaux
- 1674-1678: Henry Wroth
- 1678-1685: Thomas Pulteney
- 1680-1685: Sutton Oglethorpe
- 1681-1685: Charles Skelton

### Giacomo II
- 1685: Thomas Windsor
- 1685: Reynold Graham
- 1685: James Levinston

### Guglielmo III
- 1689-?: Nicholas Needham
- 1689-1690: Arnold van Keppel
- 1689-1702: Charles Dormer
- 1690-1695: Matthew Harvey
- 1690-1693: Ernest Henry Ittersom
- 1692-1697: Carew Brooke Rawleigh
- 1693-1697: George Fielding
- 1695-1702: Thomas Harrison
- 1697-1702: William Colt
- 1697-1702: Robert Rich
- 1697-1702: Allan Wentworth
- ?-1702: John Brockhuisen

### Anna
Primo Paggio d'Onore
- 1702-1707: John Egerton
- 1707-1714: Richard Arundell

Secondo Paggio d'Onore
- 1702-1709: Robert Blount
- 1709-1714: John Mordaunt

Terzo Paggio d'Onore
- 1702-1708: John Gough
- 1708-1712: Charles Hedges
- 1712-1714: Thomas Murray

Quarto Paggio d'Onore
- 1702-1710: Henry Berkeley
- 1710-1714: John Hampden

### Giorgio I
Primo Paggio d'Onore
- 1714-1727: Guildford Killigrew

Secondo Paggio d'Onore
- 1714-1718: John Mordaunt
- 1718-1721: Emanuel Howe
- 1721-1727: Archibald Carmichael

Terzo Paggio d'Onore
- 1714-1724: Thomas Murray
- 1724-1727: William Irby

Quarto Paggio d'Onore
- 1714-1724: Thomas Bludworth
- 1724-1727: Walter Villiers
- 1727: Henry Newton

### Giorgio II
Primo Paggio d'Onore
- 1727-1734: John FitzWilliam
- 1734-1739: Philip Roberts
- 1739-1745: Charles Chamberlayne
- 1745-1748: William Tryon
- 1748-1753: John Jenkinson
- 1753-1760: John Byng

Secondo Paggio d'Onore
- 1727-1731: Henry Panton
- 1731-1735: Henry d'Arcy
- 1735-1739: John Ashburnham
- 1739-1744: Bluet Wallop
- 1744-1747: William Howe
- 1747-1751: George West
- 1751-1755: William Fielding
- 1755-1760: Henry Monckton

Terzo Paggio d'Onore
- 1727-1731: William Irby
- 1731-1737: John Boscawen
- 1737-1740: Charles Lee
- 1740-1746: Sandys Mill
- 1746-1747: George Bennet
- 1747-1752: Thomas Brudenell
- 1752-1757: William Middleton
- 1757-1760: Henry Wallop

Quarto Paggio d'Onore
- 1727-1731: Archibald Carmichael
- 1731-1737: Thomas Style
- 1737-1741: Charles Roper
- 1741-1746: William Keppel
- 1746-1748: Charles Knollis
- 1748-1753: Harvey Smith
- 1753-1759: James Bathurst
- 1759-1760: John Wrottesley

### Giorgio III
Primo Paggio d'Onore
- 1760-1762: James Hamilton
- 1762-1769: Henry William Monckton
- 1769-1777: Henry Greville
- 1777-1784: Henry Solomon Durell
- 1784-1793: John Pate Neville
- 1793-1795: Henry Wilson
- 1795-1803: Charles Townshend Wilson
- 1803-1812: Charles Cavendish Fulke Greville
- 1812-1815: Frederick Henry Turner
- 1816-1818: John Bloomfield
- 1818-1820: Arthur Richard Wellesley

Secondo Paggio d'Onore
- 1760-1764: Henry Vernon
- 1764-1772: Thomas Thoroton
- 1773-1781: George Bristow
- 1781-1789: John Murray, VIII baronetto
- 1789-1794: Charles Jenkinson
- 1794-1800: William Malet Dansey
- 1800-1804: Edward Methuen Irby
- 1804-1812: Henry Somerset
- 1812-1817: Charles George James Arbuthnot
- 1817-1820: Frederick Paget

Terzo Paggio d'Onore
- 1760-1761: Edmund Boyle
- 1761-1768: John Manners
- 1768-1772: Francis Mackenzie
- 1772-1777: Richard Barrington
- 1777-1782: Henry Levett Hall
- 1782-1794: Charles Augustus West
- 1794-1802: George Dashwood
- 1802-1808: Henry FitzRoy Stanhope
- 1808-1809: Henry William Buckley
- 1809-1815: Philip Spencer Stanhope
- 1816-1820: William Thomas Graves

Quarto Paggio d'Onore
- 1760-1768: Doddington Egerton
- 1768-1776: Francis Chaplin
- 1776-1781: William Paul Cerjat
- 1781-1786: Kenneth Alexander Howard
- 1786-1791: James Cockburn
- 1791-1794: Edward Alured Draper
- 1794-1800: Charles Parker
- 1800-1804: William Clinton Wynyard
- 1804-1810: Richard Francis George Cumberland
- 1810-1816: Henry Murray
- 1816-1819: Frederick William Culling-Smith
- 1819-1820: Arthur Wellesley Torrens

### Giorgio IV
Primo Paggio d'Onore
- 1820-1821: Arthur Richard Wellesley
- 1821-1826: Lord Frederick Paulet
- 1826-1828: William Henry Hervey-Bathurst
- 1828-1830: Henry D'Aguilar

Secondo Paggio d'Onore
- 1820-1823: Frederick Paget
- 1823-1826: William Conyngham Burton
- 1826-1830: Frederic William Hamilton

Terzo Paggio d'Onore
- 1820-1824: Charles Bagot
- 1824-1830: Arthur William FitzRoy Somerset

Quarto Paggio d'Onore
- 1820-1825: Arthur Wellesley Torrens
- 1825-1830: Joseph Henry Hudson

### Guglielmo IV
Primo Paggio d'Onore
- 1830-1835: Henry Torrens d'Aguilar
- 1835-1837: Charles Henry Ellice

Secondo Paggio d'Onore
- 1830-1831: Frederic William Hamilton
- 1831-1837: Frederick Charles Arthur Stephenson

Terzo Paggio d'Onore
- 1830-1832: Arthur William FitzRoy Somerset
- 1832-1837: William Hay

Quarto Paggio d'Onore
- 1830: Joseph Henry Hudson
- 1830-1837: Adolphus Graves
- 1837: James Cowell

### Vittoria
Primo Paggio d'Onore
- 1837-1839: Charles Henry Ellice
- 1839-1844: Charles Thomas Wemyss
- 1844-1852: George Grant Gordon
- 1852-1859: Henry Farquharson
- 1859-1862: Edmund Robarts Boyle
- 1862-1869: Spencer Jocelyn
- 1869-1871: Frederick John Bruce
- 1871-1876: Victor Biddulph
- 1876-1881: Victor Spencer
- 1881-1884: Percy Cust
- 1884-1890: Eric Thesiger
- 1890-1894: Maurice Drummond
- 1894-1901: Josslyn Seymour Egerton
- 1901-1901: John Nevile Bigge

Secondo Paggio d'Onore
- 1837-1840: George Henry Cavendish
- 1840-1847: Henry Byng
- 1847-1853: Alfred Henry Crofton
- 1853-1861: Charles Edmund Phipps
- 1861-1867: Arthur Paget
- 1867-1874: George Walter Grey
- 1874-1877: Lawrence George Drummond
- 1877-1882: Albert Victor Arthur Welleslsey
- 1882-1887: Arthur Ponsonby
- 1887-1892: Victor Wellesley
- 1892-1895: Albert Edward Stanley Clarke
- 1895-1899: John Henniker-Major
- 1899-1901: George Byng

Terzo Paggio d'Onore
- 1837-1840: James Charles Murray Cowell
- 1840-1845: Herbert Lowther Wilson
- 1845-1852: William Francis Forbes
- 1852-1859: George Gordon Macpherson
- 1859-1866: Henry John Loftus
- 1866-1870: Frederick Stopford
- 1870-1876: Arthur Henry Hardinge
- 1876-1877: George Godfrey Macdonald
- 1877-1881: Francis Hay
- 1881-1883: George Byng
- 1883-1886: Edward FitzRoy
- 1886-1890: Cyril Stopford
- 1890-1895: Geoffrey Stewart
- 1895-1897: Alexander Wood
- 1897-1901: Harold Festing

Quarto Paggio d'Onore
- 1837-1839: William Hay
- 1839-1841: Adolphus William Chichester
- 1841-?: Archibald Stuart-Wortley
- 1856-1862: William Cuffe
- 1862-1868: Arthur Temple Lyttleton
- 1868-1874: George Somerset
- 1874-1879: Edward Gleichen
- 1879-1883: Frederic Walter Kerr
- 1883-1893: Gerald Ellis
- 1893: Arthur Herbert Wood
- 1893-1896: Sir Albert Seymour
- 1896-1901: Ivan Hay

### Edoardo VII
Primo Paggio d'Onore
- 1901-1904: John Nevile Bigge
- 1904-1910: Edward Knollys

Secondo Paggio d'Onore
- 1901-1903: George Byng
- 1903-1908: Donald Alastair Leslie Davidson
- 1908-1910: Anthony Lowther

Terzo Paggio d'Onore
- 1901-1902: Harold Festing
- 1902-1906: Nigel Legge-Bourke
- 1906-1908: Edward Charles Hardinge
- 1908-1910: Walter Henry Edward Campbell

Quarto Paggio d'Onore
- 1901: Ivan Hay
- 1901-1907: Victor Spencer
- 1907-1910: George Ronald Lane

### Giorgio V
Primo Paggio d'Onore
- 1910-1911: Edward Knollys
- 1911-1917: Sir Edward Reid
- 1917-1921: Iain Arthur Murray
- 1921-1924: John Crichton
- 1924-1927: Sir Allan Mackenzie
- 1927-1932: Alfred Hesketh-Prichard
- 1932-1936: Patrick Crichton

Secondo Paggio d'Onore
- 1910-1913: Anthony Lowther
- 1913-1916: Thomas Brand
- 1916-1919: Edward Ponsonby
- 1919-1925: George Godfrey-Faussett
- 1925-1932: Neville Wigram
- 1932-1935: Colin Dalziel Mackenzie
- 1935-1936: Rongvald Herschell

Terzo Paggio d'Onore
- 1910-1913: Walter Henry Edward Campbell
- 1913-1915: Assheton Curzon-Howe-Herrick
- 1915-1917: Francis Edward Stonor
- 1917-1921: Guy Carol Dugdale
- 1921-1924: George Gordon-Lennox
- 1924-1930: Harry Legge-Bourke
- 1930-1933: Douglas Gordon
- 1933-1936: George Hardinge

Quarto Paggio d'Onore
- 1910: George Ronald Lane
- 1910-1914: Victor Harbord
- 1914-1917: Gerald Lloyd-Verney
- 1917-1919: Richard Dawnay
- 1919-1923: Henry Hunloke
- 1923-1927: Michael Adeane
- 1927-1931: Jock Colville
- 1931-1935: George Baring
- 1935-1936: George Raymond Seymour

### Edoardo VIII
Primo Paggio d'Onore
- 1936: Patrick Crichton

Secondo Paggio d'Onore
- 1936: Rongvald Herschell

Terzo Paggio d'Onore
- 1936: George Hardinge

Quarto Paggio d'Onore
- 1936: George Raymond Seymour

### Giorgio VI
Primo Paggio d'Onore
- 1936-1940: Robert Vere Eliot
- 1940-1948: vacante a causa della Seconda Guerra Mondiale
- 1948-1950: George Villiers
- 1950-1952: Charles Wilson
- 1952: Henry Crichton

Secondo Paggio d'Onore
- 1936-1940: Rongvald Herschell
- 1940-1947: None due to WW2
- 1947-1951: James Ogilvy
- 1951-1952: Jonathan Peel

Terzo Paggio d'Onore
- 1936-1938: George Hardinge
- 1938-1939: David Stuart
- 1939-1946: vacante a causa della Seconda Guerra Mondiale
- 1946-1950: George Paynter
- 1950-1952: Michael Anson

Quarto Paggio d'Onore
- 1936-1940: George Raymond Seymour
- 1940-1946: vacante a causa della Seconda Guerra Mondiale
- 1946-1949: Bernard Gordon-Lennox
- 1949-1952: Henry Charles Seymour

### Elisabetta II
Primo Paggio d'Onore
- 1952-1954: Henry Crichton
- 1954-1956: Anthony Tryon
- 1956-1959: Sir Mark Palmer
- 1959-1962: Julian Hardinge
- 1962-1964: Henry Nevill
- 1964-1965: Alexander Scrymgeour
- 1965-1967: Douglas Herriot Gordon
- 1967-1973: Christopher Abel Smith
- 1970-1973: Louis Stourton Greig
- 1973-1976: Fergus Leveson-Gower
- 1976-1977: John Piers Ponsonby
- 1977-1983: Thomas Coke
- 1977-1983: James Bryan Basset
- 1983-1986: Edward Cecil
- 1986-1988: Benjamin Hamilton
- 1988-1990: Edward Tollemache
- 1991-1994: Edward Janvrin
- 1994-1996: Simon Ramsay
- 1996-1999: Walter Scott
- 1999-2002: Henry Fitzalan-Howard
- 2002-2004: Archibald Young
- 2004-2008: George FitzRoy
- 2008-2012: Jack Soames
- 2012: Charles Armstrong-Jones (nipote della principessa Margaret, contessa di Snowdon)

Secondo Paggio d'Onore
- 1952-1954: Jonathan Sidney Peel
- 1954-1956: Edward Adeane
- 1956-1957: Duncan Henry Davidson
- 1957-1958: Andrew Granville Douglas Gordon
- 1960-1962: David Hughes-Wake-Walker
- 1962-1963: James FitzRoy
- 1963-1964: Heneage Legge-Bourke
- 1964-1966: Christopher Tennant
- 1966-1968: Harry Fane
- 1968-1969: John Maudslay
- 1969-1971: David Hicks-Beach
- 1971-1973: Simon John Gravenor Rhodes
- 1973-1974: David Bland
- 1974-1976: David Cholmondeley
- 1976-1979: Charles Loyd
- 1979-1981: Charles Dawson-Damer
- 1981-1983: Torquhil Campbell
- 1983-1984: Hugh Crossley
- 1984-1988: Malcolm Maclean
- 1988-1991: Charles Tryon
- 1991-1995: James Bowes-Lyon
- 1995-1997: William Guy Vestey
- 1997-2000: Michael Douglas-Home
- 2000-2004: John Bowes-Lyon
- 2004-2008: James Lindsay
- 2008-2012: Lord Stanley
- 2012:  Visconte Aithrie

Terzo Paggio d'Onore
- 1952-1953: Henry Charles Seymour
- 1953-1955: George Dawson-Damer
- 1955-1956: Sir John Aird
- 1956-1958: John Brabazon
- 1958-1961: Guy Nevill
- 1961-1964: David Eric Penn
- 1964-1966: Edward Philip Gerald Hay
- 1966-1969: Sir Nicholas Bacon
- 1969-1973: George Herbert
- 1973-1975: Napier Marten
- 1975-1976: James Hussey
- 1976-1978: William Oswald
- 1978-1979: John Heseltine
- 1979-1981: James Maudslay
- 1981-1984: Guy Ewan Russell
- 1984-1987: Harry Russell Legge-Bourke
- 1987-1989: Robert Seton Montgomerie
- 1989-1992: Rowley Baring
- 1992-1995: Rory Penn
- 1995-1998: Thomas Henry Greville Howard
- 1998-2001: Edward Robert Waldegrave, visconte Chewton
- 2001-2005: William James Lindesay-Bethune, visconte Garnock
- 2005-2008: Arthur Hussey
- 2008–2009: Michael Ogilvy
- 2009: Arthur Chatto (nipote della principessa Margaret, contessa di Snowdon)

Quarto Paggio d'Onore
- 1952-1953: Michael Anson
- 1953-1956: Simon Peter Scott
- 1956-1957: Charles Petty-FitzMaurice
- 1957-1959: Oliver Henry Russell
- 1959-1962: Charles Strachey
- 1962-1964: Sir Simon Rasch
- 1964-1966: Richard George Ford
- 1966-1968: James Colville
- 1968-1971: Alexander George Colville
- 1971-1974: David Ogilvy
- 1974-1977: Edward Gordon-Lennox
- 1977-1979: Charles Spencer
- 1979-1980: Tyrone Plunket
- 1980-1982: Richard Lytton-Cobbold
- 1982-1984: James Hamilton
- 1984-1988: Piers Blewitt
- 1988-1990: George Villiers
- 1990-1993: Alexander Trenchard
- 1993-1996: Edward Lowther
- 1996-1998: George Percy
- 1998-2003: Charles Carnegie
- 2003-2006: Alexander William Fraser
- 2006-2008: Henry Naylor
- 2008-2012: Andrew Leeming
- 2012: Hugo Bertie

### Carlo III
Primo Paggio d'Onore
- dal 2023: George di Galles

Secondo Paggio d'Onore
- dal 2022: Lord Claud Hamilton

Terzo Paggio d'Onore
- dal 2022: Robert Bruce

Quarto Paggio d'Onore
- dal 2022: Max Bowen

I Paggi d'Onore per l'incoronazione del 2023 sono stati:
- Principe George di Galles, figlio di William, principe del Galles
- Lord Oliver Cholmondeley, figlio di David Cholmondeley, VII marchese di Cholmondeley
- Nicholas Barclay, nipote di Sarah Troughton
- Ralph Tollemache, figlio di Edward Tollemache.[2]